# Erdélyi Mór (politikus)
Erdélyi Mór (Pojána, 1877. október 1. – Budapest, 1929. április 18.) politikus, a szociáldemokrata szövetkezeti mozgalom egyik megalapítója, nyomdász, a Magyarországi Tanácsköztársaság idején közellátási népbiztosként a tanácskormány tagja.

## Élete
Vándormunkásként bejárta Németországot és Dániát. Az 1890-es évek végén kapcsolódott be az MSZDP munkájába. Később egyik kezdeményezője lett a hazai munkásszövetkezeti mozgalomnak. 1904-től az általa alapított Általános Fogyasztási Szövetkezetnek (ÁFOSZ) volt a vezérigazgatója. A Károlyi–kormányban először közélelmezési kormánybiztos, majd államtitkár volt. A Magyar Tanácsköztársaság idején március 21-étől június 24-éig a Forradalmi Kormányzótanács tagja, mint közellátási népbiztos. A kommün bukása után újra közélelmezési államtitkár lett, immáron a Peidl-kormányban. A fehérterror elől Bécsbe menekült, ahol a szociáldemokrata szövetkezeti mozgalomban dolgozott. 1928-ban hazatért és ismét a szövetkezeti mozgalom élére állt, mint az ÁFOSZ és társvállalatainak vezérigazgatója. Számos közgazdasági témájú cikket írt, amelyek különböző szaklapokban jelentek meg.